# Michajlovsk (Territorio di Stavropol')
Michájlovsk (in russo Миха́йловск?, anche traslitterato come Mihajlovsk, Mikhajlovsk o Mikhaylovsk) è una città della Russia ciscaucasica (Territorio di Stavropol'), situata sulle sponde del fiume Tašla, 12 chilometri a nordest del capoluogo Stavropol'; è il capoluogo amministrativo del rajon Špakovskij.
Fondata nel 1784 per scopi militari, con il nome di Michajlovskoe (Михайловское), divenne successivamente uno stanica cosacco; nel 1963 venne rinominata Špakovskoe (Шпаковское) in onore dell'eroe della guerra civile Foma Grigor'evič Špak, mentre al 1999 risale il nome attuale. Lo status di città è del 1998.

## Società

### Evoluzione demografica
Fonte: 
- 1996: 50.300
- 2002: 58.153
- 2007: 60.400